# Оук Сити (Северна Каролина)
Оук Сити (енгл. Oak City) град је у америчкој савезној држави Северна Каролина.

## Демографија
По попису из 2010. године број становника је 317, што је 22 (-6,5%) становника мање него 2000. године.
| Група             | 2000.       | 2010.       |
| Белци             | 178 (52,5%) | 119 (37,5%) |
| Афроамериканци    | 155 (45,7%) | 191 (60,3%) |
| Азијати           | 1 (0,3%)    | 0 (0,0%)    |
| Хиспаноамериканци | 4 (1,2%)    | 6 (1,9%)    |
| Укупно            | 339         | 317         |